# Osku (Verwaltungsbezirk)
Osku (persisch شهرستان اسکو) ist ein Schahrestan in der Provinz Ost-Aserbaidschan im Iran. Er enthält die Stadt Osku, welche die Hauptstadt des Verwaltungsbezirks ist. 

## Kreise
Der Verwaltungsbezirk gliedert sich in folgende Kreise:
- Zentral (بخش مرکزی)
- Ilkhechi (بخش ایلخچی)

## Demografie
Bei der Volkszählung 2016 betrug die Einwohnerzahl des Schahrestan 158.270. Die Alphabetisierung lag bei 91 Prozent der Bevölkerung. Knapp 74 Prozent der Bevölkerung lebten in urbanen Regionen.
| Zensusjahr | Einwohnerzahl |
| ---------- | ------------- |
| 2011       | 98.988        |
| 2016       | 158.270       |